# Anisolophia glauca
Anisolophia glauca är en skalbaggsart som beskrevs av Julius Melzer 1935. Anisolophia glauca ingår i släktet Anisolophia och familjen långhorningar. Inga underarter finns listade i Catalogue of Life.